# Bogong High Plains
Die Bogong High Plains sind ein Gebirgszug im Nordosten des australischen Bundesstaates Victoria. Sie liegen im Alpine-Nationalpark südlich des Mount Bogong. Das Gebiet gehört zur Great Dividing Range und zählt im Winter zu den größten schneebedeckten Gebieten im Lande. Von den Skigebieten am Mount Hotham und in Falls Creek ist es gut zugänglich. Die Bogong High Plains sind sowohl bei Bergsteigern im Sommer als auch bei Skitouristen im Winter sehr beliebt.
In den Wintermonaten kann man dort alle Arten von Skilanglauf betreiben und Skitouren gehen. Der Australian Alps Walking Track dient im Sommer als Wanderweg und im Winter als Loipe für den Skilanglauf. Mountainbike fahren und Querfeldeinwandern sind dort übliche Sommersportarten.

## Geschichte
Die Gegend wurde zuerst von Hirten erforscht, die Viehweiden, hauptsächlich für Kälber, suchten. Das erste größere Entwicklungsprogramm war das Staudammprojekt am Kiewa River. In den 1940er-Jahren wurde mit den hierfür notwendigen Bauarbeiten begonnen. Es entstanden zwei Stauseen, die Pretty Valley Pondage und der Rocky-Valley-Stausee. Dazu kamen eine Reihe von Aquädukten, die Bäche in das Einzugsgebiet des Kiewa River leiten. Der McKay Creek und die West Kiewa Power Stations liefern die meiste elektrische Energie. Nach dem Ende des Wasserkraftprojektes blühte der Tourismus, vor allem der Skitourismus im Winter, auf.

### Wissenschaftliche Untersuchungen

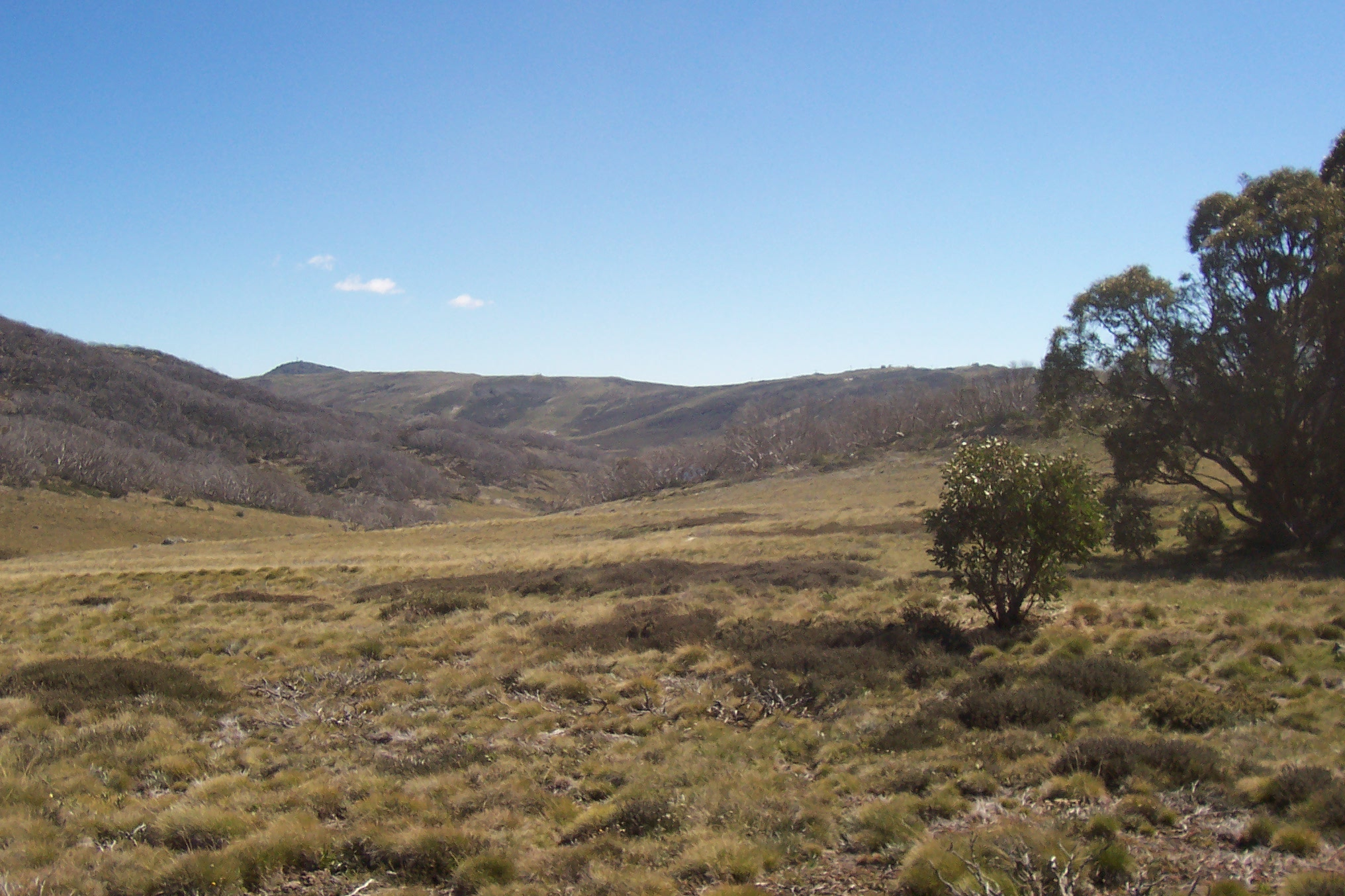
Bogong High Plains im Sommer

Systematische ökologische Untersuchungen begannen 1947. Miss Maisie Fawcett (später Mrs S. G. M. Carr) legte nicht beweidete Bereiche an, um den Einfluss der Viehweide auf die Entwicklung der alpinen und subalpinen Vegetation zu erforschen. Diese Bereiche wurden seitdem durchgehend beobachtet und lieferten die längste Reihe ökologischer Daten aller vergleichbaren Projekte in Australien. Wenig später verbot man die Viehweide auf Höhen über 1.500 m. Schließlich verbot die Regierung von Victoria 2005 die Viehweide im gesamten Gebiet, zum Teil auf Grund der Ergebnisse dieses Versuches.
Auch weiterhin stellen die Bogong High Plains ein bedeutendes Gebiet für wissenschaftliche Forschung dar. Im Sommer führen viele Wissenschaftler Studien in der Gegend durch, z. B. auf den Gebieten der Hydrologie, der Veränderung der Vegetation, der Brandempfindlichkeit, des Eintrages von Unkraut, dem Vorkommen einheimischer Tiere (z. B. Bergbilchbeutler) und eingeführter Tiere. Es gibt in dem Gebiet auch eine Komponente des Internationalen Tundra-Experimentes (ITEX), das Aspekte des globalen Klimawandels aufzeigen soll. Es wird versucht, den künftigen Einfluss höherer Temperaturen vorauszusagen.

### Waldbrände
Wegen der großen natürlichen Waldgebiete ist die Gegend sehr waldbrandgefährdet. Die großen Waldbrände 2003 haben bereits einen großen Teil des Waldes zerstört. Viele bekannte Berghütten wurden zerstört. Auch in der Waldbrandsaison 2006 / 2007 war das Gebiet erneut betroffen, aber wegen günstiger Wetterbedingungen hielt sich der Schaden in engen Grenzen.

## Berghütten

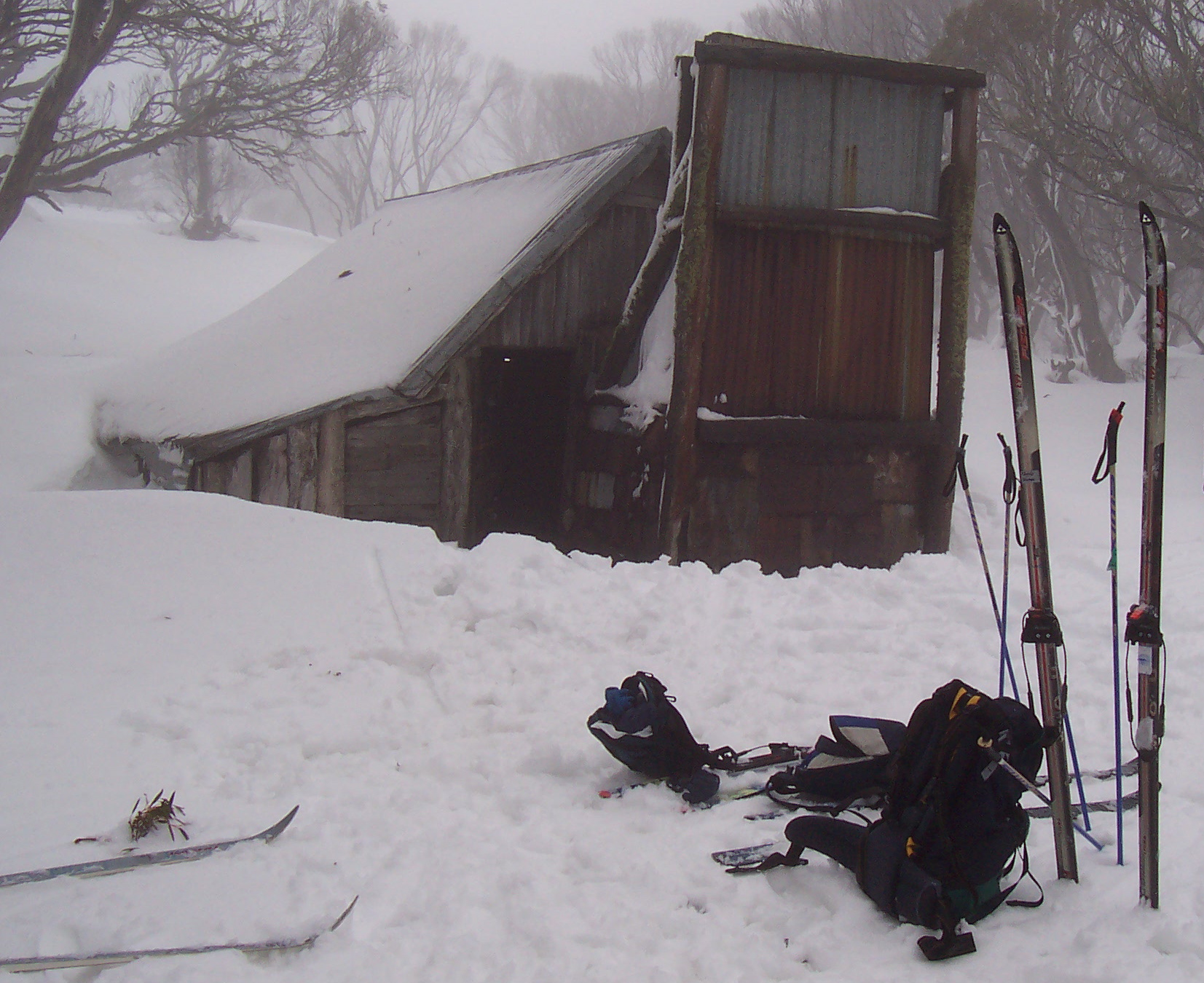
Wallace-Hütte im Winter

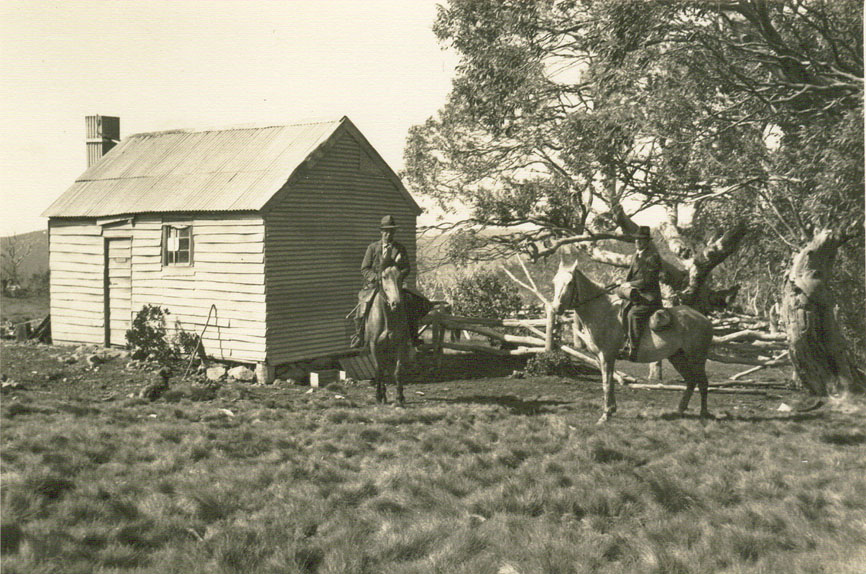
Fitzgerald-Hütte um 1940

Berghütten bieten Übernachtungsmöglichkeiten für Skitouristen im Winter und Wanderer im Sommer. In den Bogong High Plains gibt es zehn Hütten, jede von ihnen unterschiedlich ausgestattet und für andere Zwecke gedacht. Anfangs wurden sie von europäischen Pastoralisten, die in den 1830er-Jahren nach New South Wales auswanderten. Heute werden sie nicht mehr von den Pastoralisten genutzt, sondern von Skiclubs betrieben. Einige von ihnen werden gar nicht regelmäßig genutzt und instand gehalten.
Die Wallace-Hütte ist die älteste in den Bogong High Plains. Sie wurde 1889 gebaut und, wie die meisten Hütten, seitdem mehrfach vergrößert. Sie hat keine modernen Einrichtungen und wird nicht zum Übernachten genutzt. Ihre Größe beträgt 4,5 m × 3,7 m.

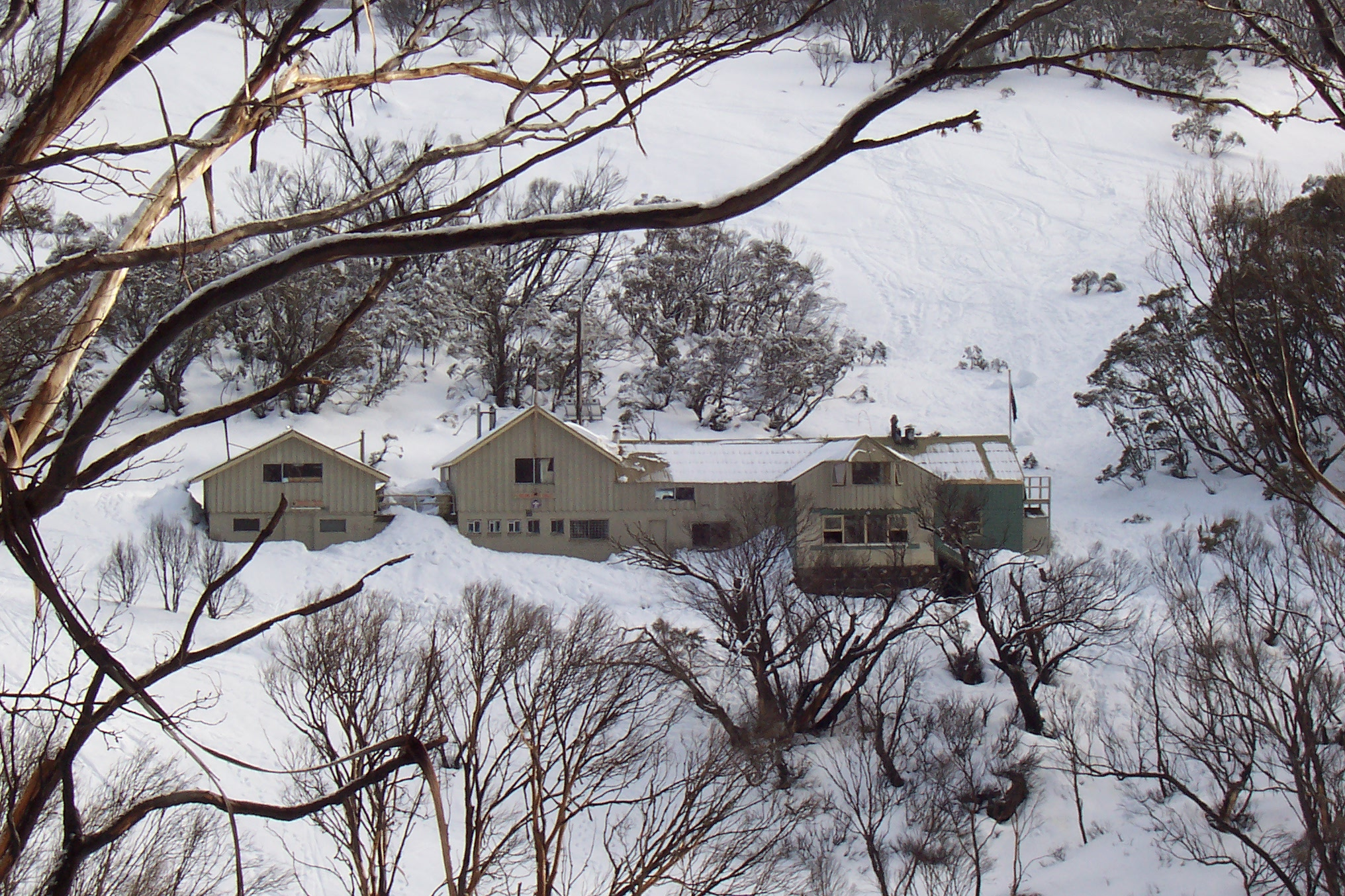
Bogong Rover Chalet

Das Bogong Rover Chalet war die erste Unterkunftshütte der Gegend und entstand noch vor dem Ausbau der Wintersportgebiete in Australien. Sie wurde 1938 von den Ranger und Rover von Victoria errichtet. Sie hat die besten Einrichtungen aller Hütten außerhalb von Feriengebieten in Australien und ist für die Aufnahme von 35 Personen mit allem Komfort ausgestattet. Seit ihrem Bau wurde sie erneuert und ausgebaut. Sie nutzt Sonnenenergie, Gas und Holzheizung und besitzt eigene elektrische Generatoren. Sie ist mit einer kompletten Küche und Duschen ausgestattet. Im Winter steht sie 13 Wochen lang für die Ranger und Rover und die ‚’Venturer Scouts’’ zur Verfügung.
Die Cope-Hütte wurde 1929 vom Ski Club of Victoria gebaut.
Die Fitzgerald-Hütte war eine der älteren Hütten. 1991 brannte sie nach Nutzung durch eine Schulklasse nieder und wurde 1993 wieder aufgebaut.
Die Roper-Hütte brannte bei einem Waldbrand 2003 nieder und wurde 2008 wieder aufgebaut.
Die Wilkinson Lodge – genannt Wilky – wurde von der State Electricity Commission of Victoria vor dem Bau des Staudammprojektes Kiewa River als Unterstand für hydrologische Messungen errichtet. Die Hütte wurde später an einen Skiclub verkauft, aber ohne das Grundstück, auf dem sie errichtet war. 1962 erwarben sie Mitglieder der Melbourne Bushwalkers und schenkten sie ihrem Verein. Sie wurde vom Verein unterhalten und diente im Winter als Ausgangspunkt für Skitouren. Das ganze Jahr über wurde sie intensiv von anderen Gruppen für wissenschaftliche Untersuchungen oder Freizeitaktivitäten genutzt. Die Waldbrände von 2003 überlebte sie, brannte aber ein Jahr später, im Januar 2004, als Folge eines Unfalls in der Küche ab, als sie gerade Nicht-Mitglieder gemietet hatten. Übriggeblieben ist nur ein hölzerner Verschlag. Der National Parks Service, der das Land verwaltet, hat keine Genehmigung zum Wiederaufbau erteilt.
Die Batty-Hütte fiel 2006 einem Waldbrand zum Opfer.
Die Cleve-Cole-Hütte am Mount Bogong entstand 1938 zum Gedenken an Cleve Cole, der bei einer Skitour am Mount Bogong umkam. Eigentlich gehört der Mount Bogong nicht zu den Bogong High Plains. Ebenfalls am Mount Bogong liegen die Michell-Hütte am Eskdale-Grat, die 2003 nach einem Waldbrand wieder aufgebaut wurde, und die Bivouac-Hütte am Staircase-Grat.
Weitere Hütten sind die Tawonga-Hütten, die Young-Hütte, die Ryder-Hütten, die Cope-Saddle-Hütte, die Pretty-Valley-Hütte, die Edmondson-Hütte, die Johnston-Hütte, die Buckety-Plains-Hütte, die Faithful-Hütte und die Langford-Gap-Hütte.

## Ökologie

### Vegetation
Die Bogong High Plains enthalten eine Mischung verschiedenster Vegetationstypen. Etwa die Hälfte des Gebietes ist mit Heideland bewachsen, das einige der steileren und windgeschützteren Standorte bedeckt. Die Erdschicht ist im Allgemeinen dünn und enthält viele Steine. Etwa ein Viertel des Gebietes ist Grasland, das eher an ausgesetzten Standorten und flachen Hängen vorkommt, weil es Wind und Frost eher widersteht. Die fruchtbarste Erde findet sich in den Feuchtgebieten, die etwa 10 % der Bogong High Plains bedecken. Als Feuchtgebiet sind Standorte definiert, an denen sich mindestens einen Monat pro Jahr Staunässe findet. Staunässe führt üblicherweise zu Erden mit hohem organischen Anteil, der aus dem Zerfallen von Pflanzenmaterial entsteht. Der mineralische Anteil dieser Erden ist eher niedrig. Schneefleckenkräuterflächen finden sich an Stellen, wo Schneereste den größten Teil des Sommers liegen bleiben. Sie sind in den Bogong High Plains sehr selten.

## Gipfel
Mount Bogong, der höchste Berg von Victoria, liegt nördlich anschließend an die Bogong High Plains und ist von ihnen durch das Tal des Big River getrennt. Mount Feathertop ist der herausragende Gipfel in den westlichen Bogong High Plains. Wegen seiner Nähe zum Mount Hotham ist er als Ziel für Wanderungen beliebt, kann aber auch von Harrietville aus erreicht werden.

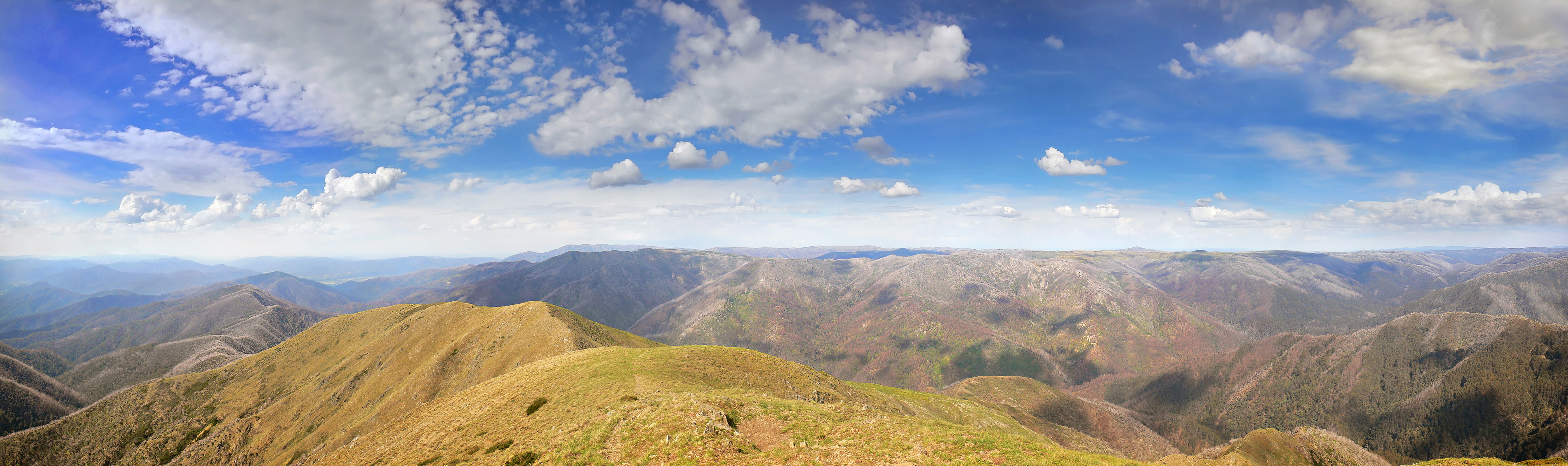
Blick über die Bogong High Plains von Westen, vom Mount Feathertop, im Frühjahr

| Berg                | Höhe    |
| Mount Bogong        | 1.986 m |
| Mount Feathertop    | 1.922 m |
| Mount Nelse West    | 1.893 m |
| Mount Nelse North   | 1.885 m |
| Mount Fainter South | 1.883 m |
| Mount Hotham        | 1.862 m |
| Mount McKay         | 1.842 m |
| Mount Cope          | 1.837 m |
| Spion Kopje         | 1.837 m |
| Mount Jim           | 1.818 m |